# Nico Elvedi
Nico Elvedi, född 30 september 1996, är en schweizisk fotbollsspelare som spelar för Borussia Mönchengladbach.

## Landslagskarriär
Elvedi debuterade för Schweiz landslag den 28 maj 2016 i en 2–1-förlust mot Belgien, där han blev inbytt i den 63:e minuten mot Philippe Senderos.